# Encarsia ishii
Encarsia ishii is een vliesvleugelig insect uit de familie Aphelinidae. De wetenschappelijke naam is voor het eerst geldig gepubliceerd in 1926 door Silvestri.